# Hutton Magna
Hutton Magna är en ort och civil parish i Storbritannien.   Den ligger i kommunen Durham i riksdelen England, i den centrala delen av landet, 400 km norr om huvudstaden London. Hutton Magna ligger 132 meter över havet och antalet invånare är 194.
Terrängen runt Hutton Magna är platt åt nordost, men åt sydväst är den kuperad. Runt Hutton Magna är det ganska glesbefolkat, med 36 invånare per kvadratkilometer. Närmaste större samhälle är Darlington, 16,6 km öster om Hutton Magna. Trakten runt Hutton Magna består till största delen av jordbruksmark.